# Altenach
Altenach ist eine französische Gemeinde mit 378 Einwohnern (Stand 1. Januar 2022) im Département Haut-Rhin in der Region Grand Est (bis 2015 Elsass). Sie ist Mitglied des Gemeindeverbandes Sud Alsace Largue.

## Name
Der Ort wird 1397 als Altnach erstmals urkundlich erwähnt. Der Ursprung des Ortsnamens wird in der Bezeichnung „Alti Ach“ („Alter Bach“) vermutet. Alternative Etymologien gehen von einem gallo-romanischen *Altanacum aus, was sich aus indogermanisch *al-t- für 'Bewegung des Wassers in vertikaler Richtung' und dem Suffix -acum zusammensetzt.

## Geografie
Die Gemeinde Altenach an der Largue liegt im Gebiet der Burgundischen Pforte im südwestlichen Sundgau, unweit der Grenze zum Département Territoire de Belfort. Von Altkirch ist Altenach etwa 13, von Belfort etwa 25 Kilometer entfernt.

## Geschichte
Ersterwähnung 1302. Bis 1324 gehörte der Ort zur Grafschaft Pfirt und kam dann durch die Heirat der Johanna von Pfirt mit Herzog Albrecht II. von Österreich an Habsburg. Im Westfälischen Frieden 1648 ging der Ort mit dem ganzen elsässischen Besitz der Habsburger an die französische Krone. Von 1871 bis zum Ende des Ersten Weltkrieges gehörte Altenach als Teil des Reichslandes Elsaß-Lothringen zum Deutschen Reich und war dem Kreis Altkirch im Bezirk Oberelsaß zugeordnet.
Die Ortsadligen waren vom 14. Jahrhundert bis 1520 die Herren von Altenach, ihnen folgten die Herren von Brinnighoffen. 1601 erwarb ein später in den Adelsstand erhobener Richard Klötzlin deren Schloss, das nach der Revolution abgebrochen wurde. Das Geschlecht der Klötzlin von Altenach war bereits im 18. Jahrhundert erloschen.

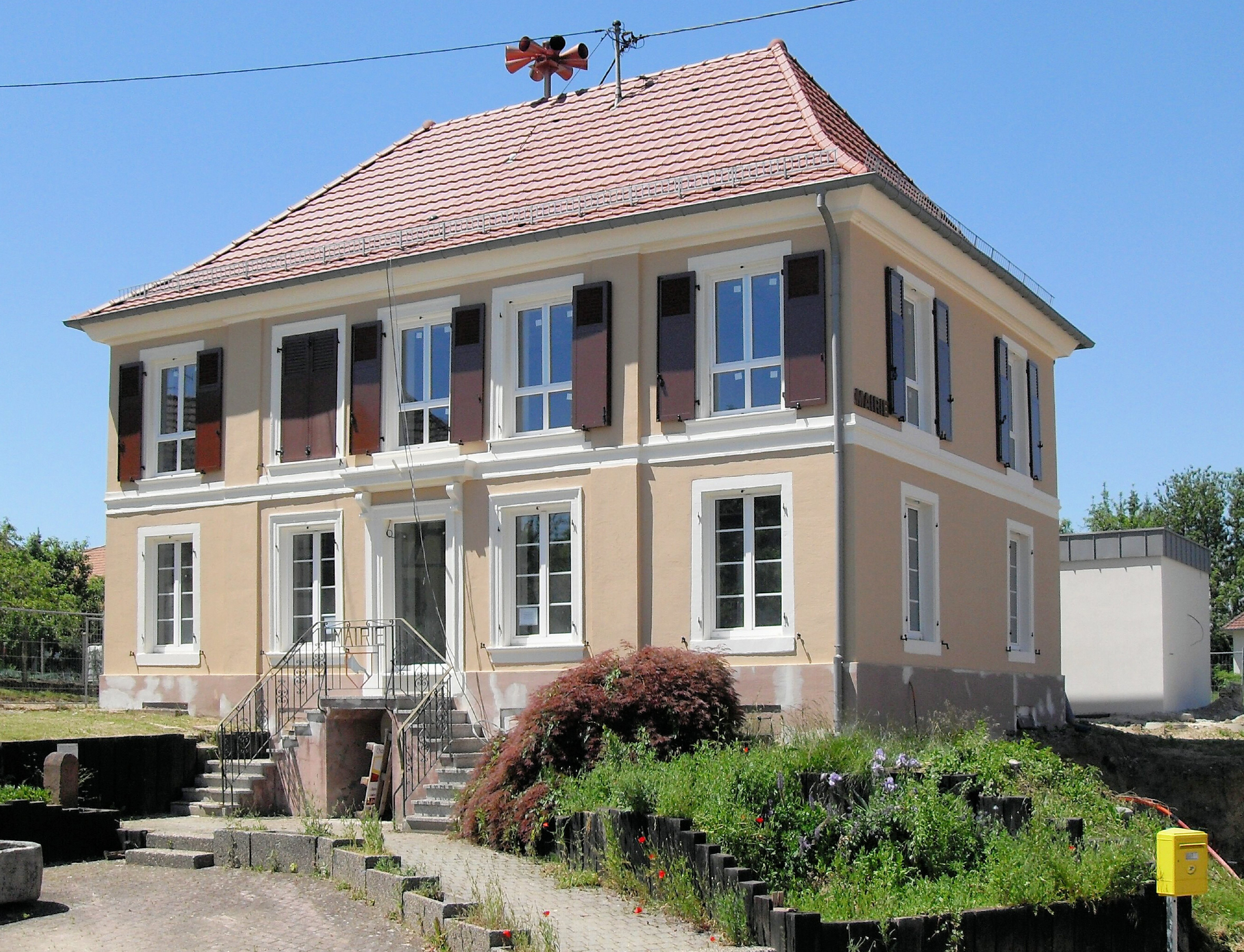
Rathaus
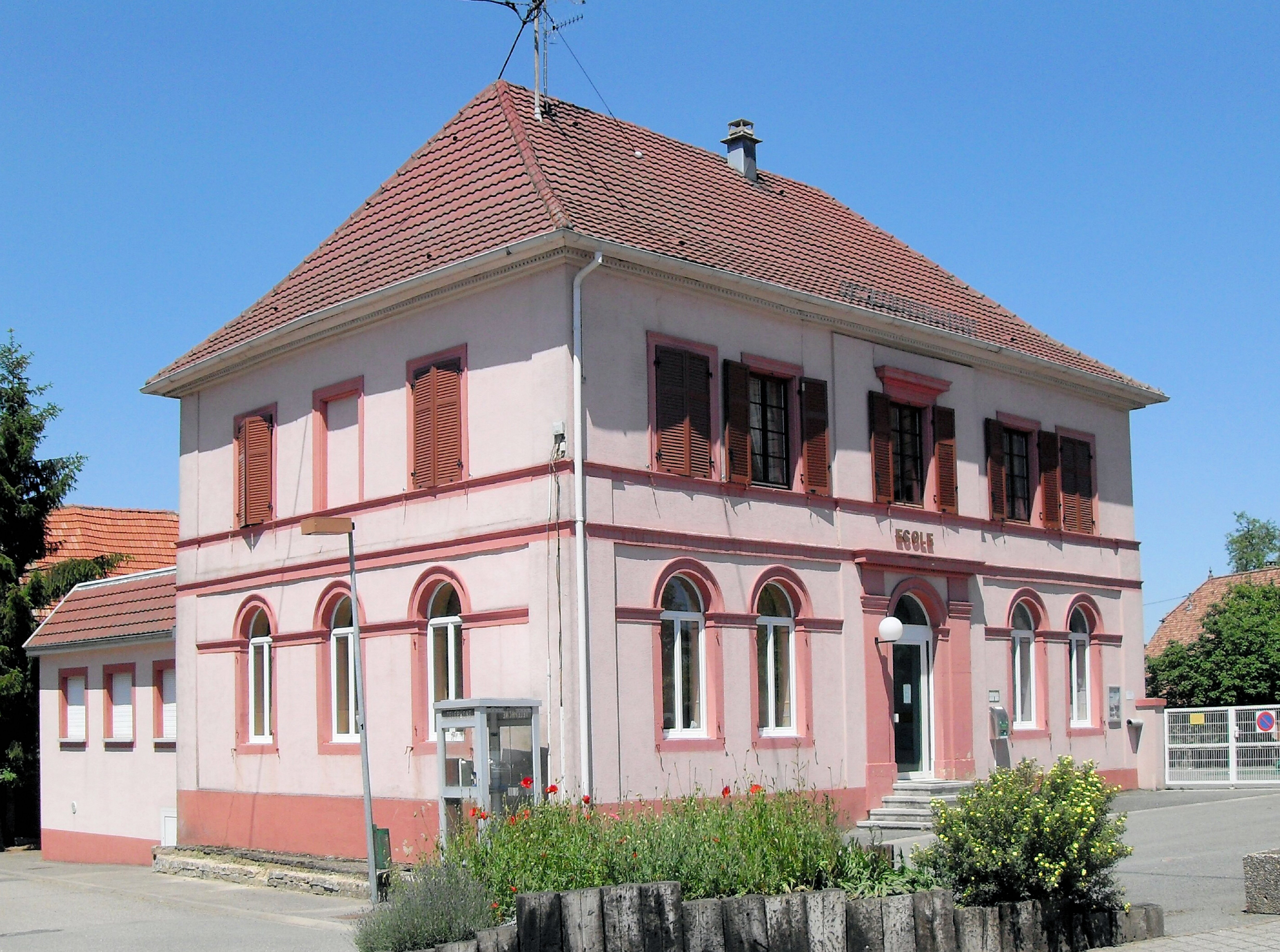
Schule
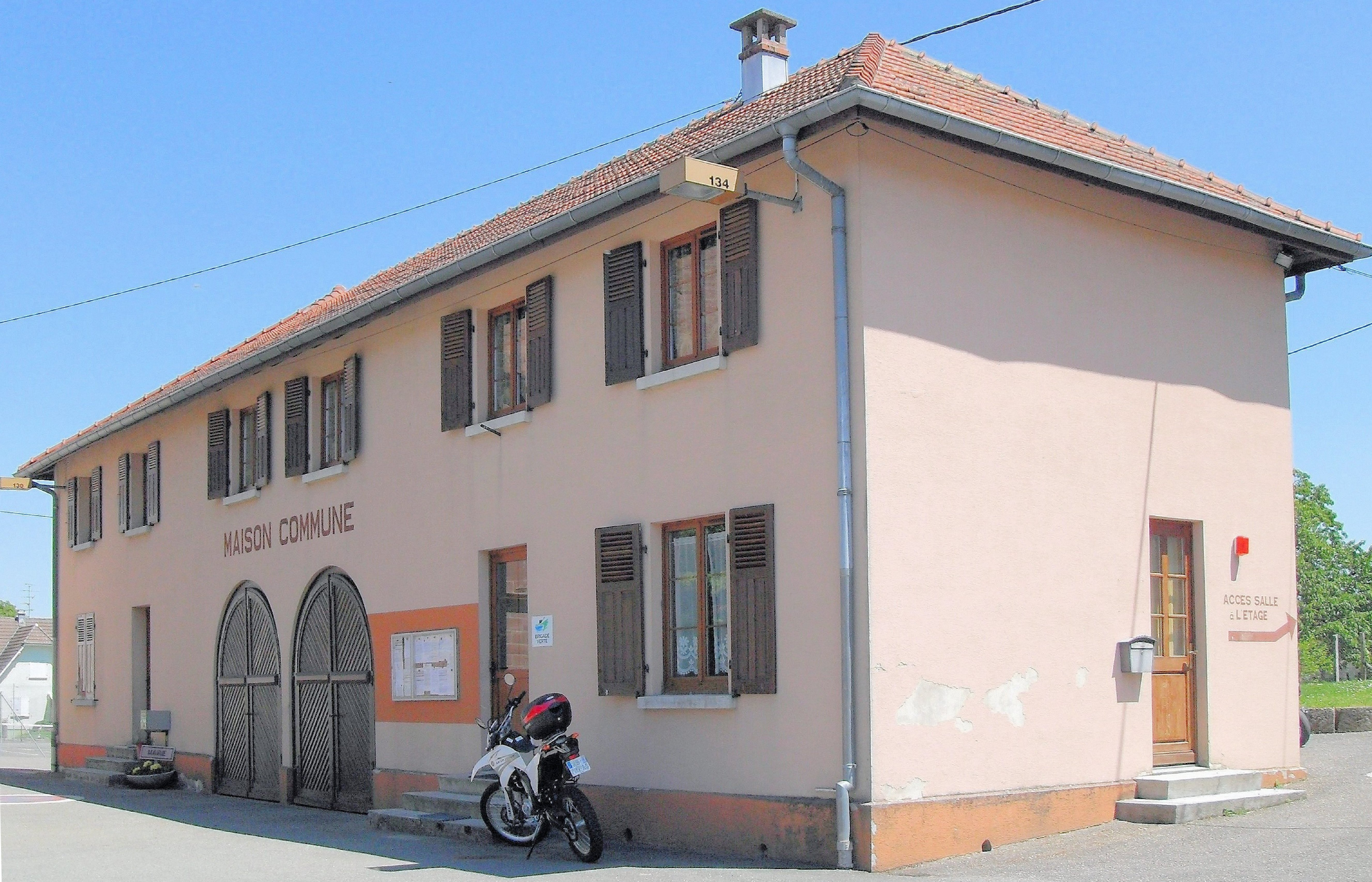
Gemeindehaus
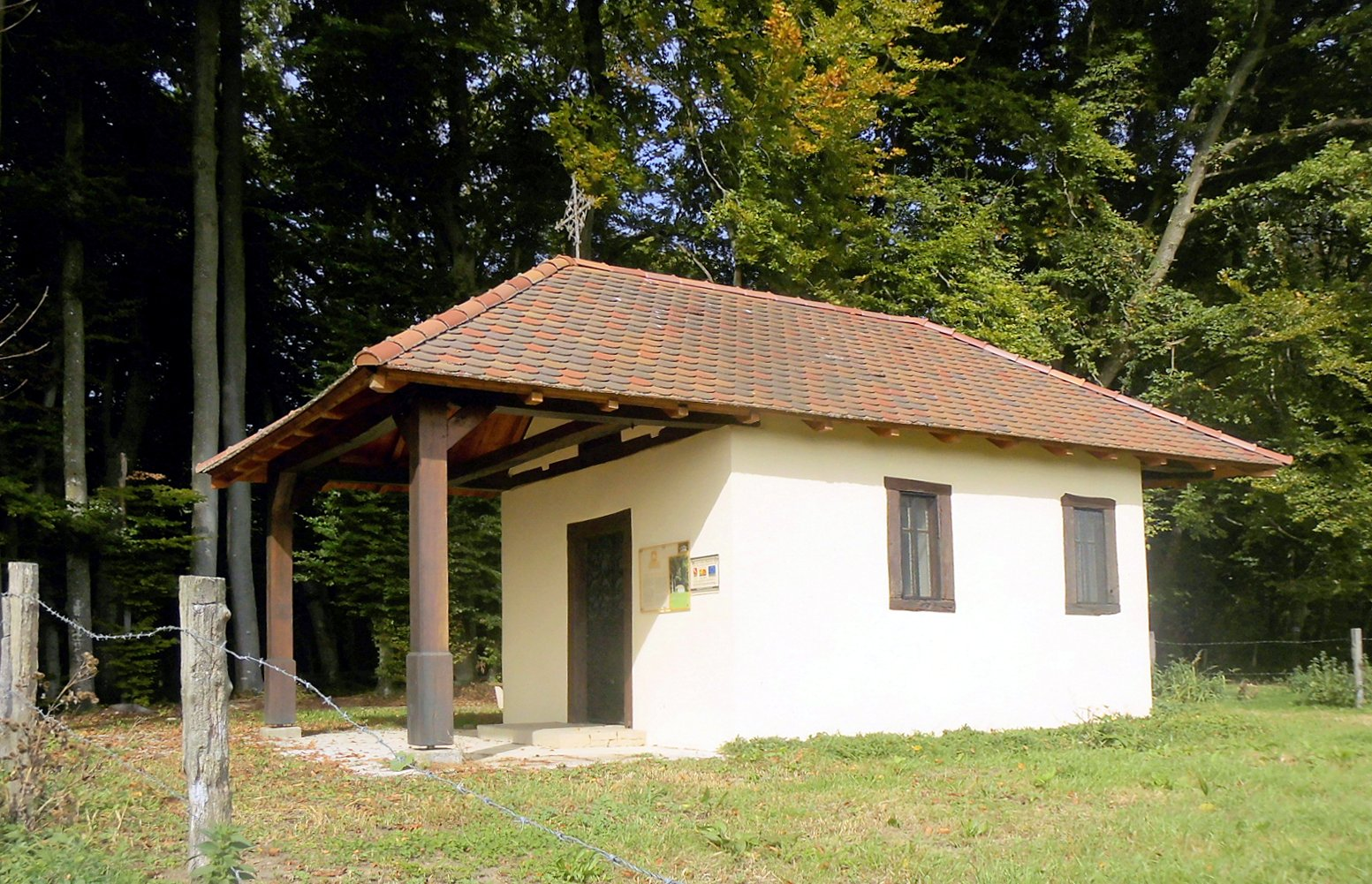
Kapelle St. Barbara

## Bevölkerungsentwicklung
| Jahr                       | 1962 | 1968 | 1975 | 1982 | 1990 | 1999 | 2007 | 2014 | 2020 |
| Einwohner                  | 229  | 247  | 285  | 306  | 360  | 344  | 387  | 371  | 390  |
| Quellen: Cassini und INSEE |      |      |      |      |      |      |      |      |      |

## Wappen
Wappenbeschreibung: „Rot, ein silbernes Messer mit breiter, bandförmiger Klinge und hoch erhobener Spitze.“

## Sehenswertes
Die Barbara-Kapelle (Chapelle de Ste.-Barbe): Die 1302 erwähnte und im 19. Jahrhundert aufgegebene Pfarrkirche befand sich an der Stelle der heutigen Kapelle. Sie war lange Zeit wegen der angeblichen Heilkraft der Sankt-Barbara-Quelle Ziel von Wallfahrten.
Die Pfarrkirche Sankt-Silvester wurde 1810/11 im Oberdorf errichtet. Ein Blitzschlag beschädigte 1821 unter anderem den Turm, der wiederaufgebaut wurde, aber bald schwere Baumängel aufwies, sodass 1850 ein neuer Turm mit einer Vorhalle in schlichten spätklassizistischen Formen errichtet wurde. Das Kirchenschiff wurde um ein Joch vergrößert.
Das Schulhaus, Mitte 19. Jahrhundert, noch in den schlichten spätklassizistischen Formen der Louis-Philippe-Zeit. Im Erdgeschoss Rundbogenfenster, die durch ein Kämpfergesims miteinander verbunden sind. Mit Pilastern gerahmter Eingang.  
Einige gut erhaltene Fachwerkbauten.  Rue de la Vallée Nr. 11: Die Giebelseite sehr altertümlich in Ständerbauweise mit weit herabgezogenem Halbwalm und weitabständigem Fachwerk, wohl 16. Jahrhundert, die neuere Traufseite dagegen mit Rähm und Obergeschoss-Schwelle in Stockwerkbauweise. Die benachbarten Häuser Nr. 5 und 7 in Stockwerkbauweise aus der Zeit um 1800 mit regelmäßigem, engmaschigem, auf Symmetrie bedachtem Fachwerk. Das Haus Rue du 24 Novembre Nr. 3 auch noch mit einem Giebel in Ständerbauweise. Das Fachwerk nur partiell symmetrisch.   
Das Maison de la Nature ist der heimischen Fauna und Flora gewidmet.